# Temple de la renommée du squash
le Temple de la renommée du squash (Squash Hall of Fame) créé en 1993, récompense les personnes qui se sont distingués par des réalisations remarquables dans le squash ou mérites particuliers acquis dans la promotion du squash. Ces athlètes sont déterminés à l'assemblée générale annuelle de la Fédération mondiale de squash. Les États-Unis, L'Australie et la Nouvelle-Zélande ont chacun leur propre Hall of Fame pour distinguer les gens de leur pays.

## Membres du Temple de la renommée du squash
| Nom               | Année d'intronisation |
| ----------------- | --------------------- |
| F. D. Amr Bey     | 1993                  |
| Janet Morgan      | 1993                  |
| Hashim Khan       | 1993                  |
| Jonah Barrington  | 1993                  |
| Heather McKay     | 1993                  |
| Geoff Hunt        | 1993                  |
| Susan Devoy       | 1993                  |
| Jahangir Khan     | 1993                  |
| Michelle Martin   | 2001                  |
| Jansher Khan      | 2001                  |
| Sarah Fitz-Gerald | 2004                  |
| Nicol David       | 2011                  |